# James Planché

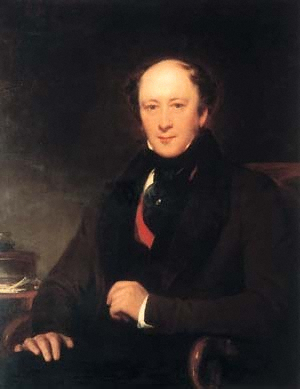
James Planché 1835

James Robinson Planché (* 27. Februar 1796 in Piccadilly, London; † 30. Mai 1880 in Chelsea (London)) war ein britischer Dramatiker und Historiker. Er war einer der bedeutendsten Vertreter des frühen viktorianischen Melodrams.
Der Nachkomme nach England geflohener französischer Hugenotten war mit der Theaterschriftstellerin Elizabeth St. George verheiratet. Planché gehörte zu den Gründungsmitgliedern des Garrick Club 1831. 
Im deutschen Sprachgebiet ist Planché vor allem als Librettist der Oper Oberon von Carl Maria von Weber bekannt. Seine Hauptwerke sind jedoch Beiträge zum englischen Melodrama und zu weiteren populären Theatergattungen wie Extravaganza, Burlesque, Farce und Pantomime. – Aus der Tradition der Londoner Theatergesetzgebung heraus, die den Patent Theatres die Sprechstücke vorbehielt, waren zahlreiche Theatergattungen mit hohem Musik- und Tanzanteil entstanden.
Spektakuläre historische sowie märchenhafte Stoffe machten den Hauptteil von Planchés Bühnentexten aus. Berühmt wurde das Melodrama The Vampire (1820), in dem der Vampir durch eine Versenkung im Bühnenboden erscheinen und verschwinden konnte. Seit 1818 lieferte Planché als Hausautor Stücke für das Adelphi Theatre, bis er zu Covent Garden wechselte. Des Weiteren arbeitete er für das Theatre Royal Drury Lane, das Olympic Theatre und das Theatre Royal Haymarket. 1825 führte er nach französischem Vorbild eine Frühform der Revue in London ein.
Planché gehörte zu den Wegbereitern der realistischen Theaterdekorationen in Großbritannien, ähnlich wie die Meininger im deutschen Sprachgebiet. Ebenso beförderte er die Durchsetzung des Urheberrechts für dramatische Werke. In seiner späteren Zeit führte ihn sein Interesse für Theaterkostüme zu ausgedehnten historischen und heraldischen Studien.